# Fenerivia humbertii
Fenerivia humbertii är en kirimojaväxtart som först beskrevs av Friedrich Ludwig Diels, och fick sitt nu gällande namn av Richard M.K. Saunders. Fenerivia humbertii ingår i släktet Fenerivia och familjen kirimojaväxter. Inga underarter finns listade i Catalogue of Life.